# Dłużyna Górna
Dłużyna Górna – wieś w Polsce położona w województwie dolnośląskim, w powiecie zgorzeleckim, w gminie Pieńsk.

## Podział administracyjny
W latach 1975–1998 miejscowość administracyjnie należała do województwa jeleniogórskiego.

## Nazwa miejscowości
- Langenowe – 1276 r.
- Langenaw – 1332 r.
- Langnow – 1347 r.
- Langenowe – 1382 r.
- Langnaw – lata: 1413, 1491
- Langenaw – lata: 1511, 1584
- Langenau – lata: 1753, 1817

Po II wojnie światowej wieś nosiła początkowo kilka nazw: Długojów, Długojewo, Dłużyce.

## Historia
Dłużyna Górna leży we wschodniej części Górnych Łużyc, choć w pierwszej połowie XIV w. i od 1815 związana ściślej z Dolnym Śląskiem. Założona (wraz z Dłużyną Dolną jako jedna wieś) przypuszczalnie w pierwszych dziesięcioleciach XIII w. w wyniku kolonizacji Górnych Łużyc podjętej przez królów czeskich. Przez wiele stuleci była jedną z największych wsi puszczańskich rady miejskiej Zgorzelca.
Od 1319 wraz z pobliskim Pieńskiem wieś stanowiła część piastowskiego księstwa jaworskiego, jednego z polskich księstw dzielnicowych na Dolnym Śląsku, po czym jeszcze w XIV wieku przypadła Koronie Czeskiej, w której granicach leżała do 1635. Pierwotnie obydwie części wsi, tj. Dłużyna Dolna i Dłużyna Górna, należały do Penzigów z Pieńska. Jednak już w drugiej połowie XIII w. Dłużyna Górna znalazła się w rękach rodziny szlacheckiej, która przybrała sobie nazwisko von Langenau. W 1276 r. wymieniany jest na "Górnej Wsi" Hozerus de Langenowe, który był sędzią rozjemczym w sporze biskupa miśnieńskiego z Henrykiem von Baruth. Przed rokiem 1281 Dłużyna Górna przechodzi na własność Gersdorfów ze Sławnikowic. Ostatnim przedstawicielem tej linii był Czasław von Gersdorf, pełniący od 1449 r. urząd starosty zgorzeleckiego. Z osobą Czasława wiąże się uruchomienie około roku 1445 kuźnicy żelaza. Pierwszym jej dzierżawcą był mistrz Hans Specht. Po raz ostatni Czasław von Gersdorf wymieniany jest w dokumentach w 1458 r. Niebawem po śmierci wdowy po Czasławie (1481) wieś przejmują "gwałtem" Gotsche i Krzysztof Gersdorfowie z Baruth i Reichenbach. Zajęcie przez nich Dłużyny Górnej odbiło się szerokim echem, głos w tej sprawie zabrał także król Węgier Maciej Korwin (w latach 1469–1490 wieś leżała w granicach Węgier). Dokumentem datowanym 1 listopada 1485 w Wiedniu Korwin "zganił" dalekich krewniaków Czasława, lecz tylko na tym się skończyło. Gersdorfowie z Baruth spokojnie sobie siedzieli na "Górnej Wsi" do 1493 r., kiedy sprzedali ją Hieronimowi Proffenowi ze Zgorzelca. Kuźnicę w Dłużynie Górnej Gotsche von Gersdorf sprzedał Szymonowi Asmannowi już w 1489 r. W XVI w. właścicielami Dłużyny Górnej byli bogaci mieszczanie zgorzeleccy, Frenzlowie. Ostatecznie w 1583 r. "Górną Wieś" wraz ze Strzelnem wykupiła rada miejska Zgorzelca.
W okresie przynależności miejscowości do magistratu zgorzeleckiego Dłużyna rozrastała się i stawała się coraz ludniejszą wsią, lecz spadały na nią też rozmaite klęski. W latach 1640–1641 (czas wojny trzydziestoletniej) zanotowano w Dłużynie wizytę szwedzkiego pułkownika Wanke, który zażądał od mieszkańców wsi wysokiej kontrybucji. W styczniu 1757 r., a więc już na samym początku wojny siedmioletniej, we wsi pojawili się Prusacy. 10 września tegoż roku przemaszerował przez Dłużynę silny oddział pruski. Tylko tego jednego dnia wyciągnięto od mieszkańców wsi 6346 talarów. Działania wojenne w 1813 r. przyniosły miejscowości może jeszcze większe straty materialne. Już 22 lutego 1813 r. pokazały się we wsi oddziały kozackie. Po bitwie budziszyńskiej (22–28 maja 1813) Dłużynę splądrowali wpierw Rosjanie z Prusakami, a następnie żołnierze francuscy i włoscy. Ludność wsi wraz z inwentarzem musiała chować się po lasach puszczańskich. Obliczono, że w latach 1813–1815 w Dłużynie stacjonowało blisko 31 tysięcy żołnierzy różnych armii. Niemałych zniszczeń dokonano również w 1945 r., gdyż od lutego do maja miejscowość znajdowała się na linii frontu.
U schyłku XV w. we wsi znajdowały się co najmniej 3 młyny, 1 karczma i 8 stawów hodowlanych. W 1817 r. wymieniane są 2 szkoły, 2 składnice drewna, 1 tartak oraz 4 bielniki. Z kolei w 1845 r. podaje się tutaj 3 młyny wodne, 1 olejarnię, 1 browar, 1 tartak, 2 cegielnie, 3 bielniki, 28 rzemieślników i 14 handlarzy.

## Zabytki
Do wojewódzkiego rejestru zabytków wpisany jest:
- dom, na granicy wsi (dom nr 79 w Dłużynie Dolnej?), drewniany, z 1765 r.

## Liczba ludności
- 1695 – 887 (D. Dolna – 509, D. Górna – 378)
- 1817 – 1419
- 1845 – 1636
- 1861 – 1828
- 1926 – 2184 (D. Dolna – 1413, D. Górna – 771)
- 1941 – 2019 (D. Dolna – 1351, D. Górna – 668)
- 1947 – 697 (w tym 17 Niemców)
- 1997 – 1386 (D. Dolna – 938, D. Górna – 448)
- 2011 – 431[1]

Jest czwartą co do wielkości miejscowością gminy Pieńsk.